# Charles Fagan
Charles Fagan (* 1. Oktober 1881 im County Westmeath; † 8. Mai 1974) war ein irischer Politiker der Fine Gael. Er war von 1933 bis 1961 Teachta Dála (Abgeordneter) im Dáil Éireann, dem Unterhaus des irischen Parlaments (Oireachtas).
Fagan war Landwirt in Westmeath. Er trat für die National Centre Party bei den Wahlen 1933 im Wahlkreis Longford–Westmeath an und wurde gewählt. Noch im gleichen Jahr vereinigte sich die National Centre Party mit der Cumann na nGaedheal zur Fine Gael. Er trat dann der Fine Gael bei. Bei den darauf folgenden Wahlen 1937 trat er im Wahlkreis Meath–Westmeath an und konnte seinen Sitz verteidigen. Auch bei den Wahlen 1938, 1943 und 1944 konnte er den Sitz halten. 1947 trat er aus der Fine Gael an. Als zu den Wahlen 1948 die Wahlkreise neu zugeschnitten wurden, trat er als unabhängiger Kandidat im Wahlkreis Longford–Westmeath an und konnte seinen Sitz wie auch bei den Wahlen 1951 verteidigen. 1954 trat er der Fine Gael erneut bei. Er war bei den Wahlen 1954 und 1957 erfolgreich.